# Rayuela
Rayuela és una novel·la de l'escriptor argentí Julio Cortázar publicada el 1963. Destaca pel seu experimentalisme formal. A banda de la lectura tradicional lineal es pot seguir el dibuix de la xarranca o sambori (la «rayuela» del títol) o seguir un recorregut lliure, gairebé infinit en paraules de l'autor.
El llibre narra la vida d'Horacio Oliveira i els seus diàlegs amb amics i amants, barrejats amb documents presumptament reals com articles de diari per matisar el context en què es mou el personatge i la seva visió de la condició humana, basada en l'oposició entre ordre o convenció i caos lliure i en el sentiment de solitud. L'argument, però, queda totalment supeditat a la trama i a la interactivitat amb el lector. Es detecten influències del surrealisme per l'ús del monòleg interior lliure i el tractament de la realitat. La influència de l'obra es pot detectar en La vie, mode d'emploi de Georges Perec o en la contemporània literatura hipertextual, que trenca amb la linealitat narrativa clàssica.

## Argument
Horacio Oliveira és un intel·lectual argentí que viatja a París per trobar el sentit de la vida. Allà coneix un grup de bohemis i una dona, la Maga, de qui s'enamora. Viuen junts però la relació és força complicada perquè són dues persones molt diferents, fet que provoca que Oliveira busqui una amant, Pola. Oliveira observa un accident de trànsit on la víctima és Morelli, un admirat crític literari que li encarrega des de l'hospital que posi ordre a les seves notes per si no sobreviu.
La Maga té un fill petit que acaba vivint amb la parella i mor d'unes febres molt altes. Aquest fet suposa el trencament definitiu de la relació. Un membre del grup, Ossip, vol conquerir llavors l'amor de la Maga, sense èxit, ja que ella continua estimant Oliveira (i després es comprova que ell tampoc no deixa de sentir amor malgrat reconèixer que la convivència és impossible). El fet que Oliveira no faci costat a la seva dona en un moment tan dur com la mort del fill, sumat a problemes anteriors, provoca que el grup (anomenat Club de la Serp) rebutgi Horacio, el qual surt a vagar pels carrers i acaba dormint amb uns vagabunds. La policia intervé per expulsar els vagabunds de sota el pont i Oliveira decideix tornar a casa.
A l'Argentina es retroba amb Traveler, un amic de joventut, casat amb Talita. De seguida sorgeix una fascinació entre els tres. Horacio s'enamora de Talita, a qui a més a més compara amb la Maga. Mentrestant viu amb una antiga parella, a qui no estima però per la qual es deixa cuidar. Traveler li aconsegueix una feina al circ on treballen i posteriorment al manicomi on passen a fer de guardes. Allà esclata la gelosia acumulada. Oliveira besa Talita i tem que Traveler el mati, així que es tanca a una habitació i amb ajuda d'un malalt intenta aïllar-la de la resta. Es planteja suïcidar-se però la reconciliació amb Traveler i Talita fa que entengui que és novament acceptat. Llavors comença una lenta recuperació.

## Personatges
La llista dels personatges més rellevants de la novel·la inclou: 
- Horacio Oliveira: protagonista de l'obra. És un escultor profundament culte però desencantat de la vida que intenta fugir dels convencionalismes i de l'excessiu racionalisme per intentar arribar a una altra vida a través de l'art, l'amor i la llibertat. No deixa que aflorin els seus sentiments, fet que provoca el seu aïllament i diversos conflictes amb la gent que l'envolta fins a la reconciliació amb la humanitat final.
- Lucía, la Maga: gran amor d'Oliveira, representa la vida espontània i no contaminada per una cultura encarcarada. És una dona passional, amb enorme curiositat per aprendre i una acceptació de la realitat tal qual és. Diversos membres del club l'admiren per aquesta qualitat tot i que la menyspreen per no compartir els seus referents. Finalment desapareix de la vida dels bohemis amb un destí incert. Pot ser que hagi tornat a casa com farà Horacio, que visqui cuidant a la malalta Pola o bé que s'hagi llançat al riu. No s'aclareix què passa amb ella. Sembla basada en una dona que va conèixer Cortázar a París.
- Etienne: pintor que busca a través de l'art dotar de sentit la seva vida i que és qui millor entén Horacio en les seves angoixes existencials. S'inspira en un amic real de l'autor[3]
- Ronald: músic de jazz que posa la banda sonora del club i els aglutina sovint a casa seva
- Babs: parella de Ronald, de caràcter explosiu i gran amant de la música i l'art. La seva relació reeixida serveix de contrapunt amb la fallida del protagonista. Participa del club, rebutja els tòpics i abraça la vida bohèmia però sense que això la porti a la depressió com a altres companys. És qui més jutja Horacio d'actuar malament amb la mort del fill de la Maga i, per tant, qui provoca la dissolució del Club de la Serp.
- Ossip: intel·lectual que intenta rivalitzar amb Horacio en els debats del club i aconseguir l'amor de Lucía. Inventa detalls sobre la seva vida passada (amb tres mares de tres països diferents) i mostra amb el seu sarcasme que els camins habituals cap a la felicitat no serveixen en el temps de la modernitat, quan és impossible inventar res realment únic.
- Perico: membre del grup que mostra l'actitud del lector informat però comú, qüestionant la deriva metafísica de molts debats del club.
- Wong: xinès que aporta el contacte amb la realitat més crua a través de testimonis de tortura, reflexions sobre l'art o la psicologia humana.
- Pola: amant d'Horacio, a qui Lucía odia i fa vudú. Sigui per les agulles o no, acaba emmalaltint de càncer de mama i Horacio l'abandona.
- Traveler: personatge que en retrobar-se amb Horacio qüestiona la seva vida, ja que ell no ha gosat deixar casa seva per anar a París com sí que ha fet Oliveira (qui tanmateix treu importància a aquest viatge i no en vol parlar). Té una mentalitat molt semblant a la d'Horacio i se sent amenaçat per ell, ja que veu com la seva dona es veu atreta pel retornat. La seva gelosia el porta a desitjar que Horacio marxi de nou i a enterbolir el seu matrimoni, però finalment acaba parlant amb Oliveira perquè no es mati, assegurant que la seva amistat està per sobre de qualsevol altra cosa. Mostra que entén profundament el seu amic i aquesta comprensió és el que finalment el salva.
- Talita: dona de Traveler, una barreja entre la Maga (amb qui Horacio la compara constantment) i la mentalitat culta dels altres personatges. Per aquest caràcter dual pot servir com a parella perfecta d'Horacio. Malgrat certs dubtes, ella acaba decidint quedar-se amb el seu marit, a qui estima, per no ser simplement un instrument en mans alienes.
- Gekrepten: parella d'Horacio a l'Argentina, representa la dona entregada però excessivament passiva i sense món interior
- Morelli: escriptor i crític que vol fer una novel·la que trenqui amb totes les novel·les anteriors. Funciona com a àlter ego de Cortázar i exposa la seva teoria literària, de la qual Rayuela n'és l'exemplficiació. És un referent intel·lectual per a tots els membres del club.

## Estructura
L'autor mateix proposa diferents maneres de llegir la novel·la: llegir des del primer capítol fins al 56 i prescindir de la resta, seguir l'ordre dels capítols (no lineal) indicats al tauler de direcció inicial o llançar-se i fer una lectura totalment personal de l'obra, l'estructura de la qual permet justament diferents lectures en estar formada per capítols fragmentaris. El lector es veu obligat a escollir si participa o no del joc metaliterari que és la novel·la triant un tipus de lectura o un altre.
La novel·la s'estructura en tres parts diferenciades. La primera situa l'acció a París ("el costat d'allà", amb 36 capítols)), la segona a Buenos Aires ("el costat d'aquí", amb 20 capítols) i la tercera inclou capítols d'ampliació de les dues, fragments de llibres o diaris i altres històries suplementàries ("tots els costats", 99 capítols). La lectura suggerida al tauler de direcció alterna la linealitat argumental de les dues primeres parts amb la tercera, que es va intercalant i suposa un contrapunt o reflexió sobre el que està succeint a l'obra.
La possibilitat de llegir diversos llibres en un requereix la complicitat del lector, un lector que Cortázar vol actiu, en contraposició al "lector femella" o passiu que consumeix una novel·la on tot està explicat i quadrat. Aquesta actitud d'esforç i co-creació per part del receptor entronca amb les teories modernes sobre l'acte de lectura i obre el ventall de sentits de la novel·la. Significativament, el llibre no s'acaba. Els darrers dos capítols del tauler de direcció es remeten mútuament, de manera que el lector ha de saltar infinitament entre ambdós, participant dels somnis d'Horacio en la seva convalescència.
La novel·la s'inicia amb una pregunta: si trobaria o no la Maga, que resumeix l'anhel d'Horacio. La resta de la novel·la intenta respondre a aquesta pregunta, mirant de superar el fracàs permanent. La Maga i Horacio en els primers encontres no quedaven, passejaven per París en el convenciment que s'acabarien per veure. Aquest atzar és el que sembla traspuar a tota l'estructura on certs capítols (titllats per l'autor de prescindibles) semblen no tenir cap relació amb els altres.
Les dues parts contenen un capítol que es pot assimilar al descens als inferns o catàbasi. A París s'encarna en l'episodi de sexe oral amb una dona sense sostre, després d'abandonar la seguretat d'una llar, de trencar amb la Maga - definitivament perduda - i amb els companys del club. Només resta la fugida, l'exili, la tornada a casa. A la segona part aquest descens es duu a terme a la sala de cadàvers de l'hospital i suposa el punt d'inflexió que fa plantejar-se el suïcidi. L'estructura simètrica, doncs, acaba amb situacions de penúria que reflecteixen el fracàs vital d'Oliveira. La diferència és que després de l'infern del manicomi sorgeix la possibilitat de redempció, no es torna a fugir, sinó que la novel·la inclou un possible desenllaç feliç.

### Els títols
La xarranca del títol és cabdal per entendre tant l'estructura com el tema central de la cerca de sentit de la vida. El lector ha de saltar de capítol en capítol com fan els jugadors de la xarranca. L'objectiu del joc és arribar a la darrera casella, denominada la casella del cel. Igualment els personatges del llibre, i en especial el protagonista, volen assolir el cel, entès no com un paradís en una altra vida (possibilitat rebutjada explícitament) sinó com una altra vida, més autèntica, a la Terra.
Aquest pas d'un món a un altre es repeteix als títols de les parts de l'obra, que són els costats de l'oceà (sent "aquí" l'Argentina i allà Europa per la nacionalitat de l'autor) però també els dos cantons possibles de l'existència: el convencional, burgès del qual fuig per intentar arribar a un altre pla vital, allà a París, meca idealitzada de la bohèmia i on coneix el seu amor. La tercera part "de tots els costats" inclou elements de diferents procedències però també ajunta les dues parts prèvies, indicant que la recerca en el fons és la mateixa a casa o a l'estranger.
La xarranca apareix físicament dibuixada a terra en diversos passatges clau, especialment al manicomi. Veient jugar Talita, Oliveira insisteix en la seva identificació amb la Maga, qui també jugava per les voreres de la ciutat i es planteja posar fi a la seva vida. Decidir no fer-ho significa que, encara que sigui de manera momentània, s'ha assolit el cel de la xarranca. La xarranca esdevé una figura simbòlica similar a la del mandala (Cortázar va dubtar en anomenar a la seva novel·la "Mandala" en un primer moment). En la mateixa línia, el protagonista intenta resumir la seva cerca amb "trobar el centre", en referència al cercle del mandala que actua igual que el cel o darrera casella de la xarranca.

## Temes
El tema principal de l'obra és la cerca de sentit, basat en una vida lliure que combini els desitjos i els sentiments amb la cultura però sense les normes socials habituals. Aquesta vida ha de ser compartida amb altres persones que posseeixin la mateixa cosmovisió per tant la recerca de l'autèntic amor i una amistat sòlida són el que mou a actuar un desenganyat Horaci, qui finalment els troba i es resigna a viure amb només moments de felicitat veritable com a il·luminacions dins el tedi d'una existència ordinari. Per intentar assolir aquests moments, Horacio rebutja l'ordre de la burgesia: intenta no dependre dels diners, beu freqüentment per escapar a una altra realitat, té amants, juga amb tot, es comporta com no s'espera d'ell i qüestiona qualsevol afirmació aliena. Admira la capacitat de la Maga per viure naturalment en el caos i la improvisació que ell busca però que no pot assolir perquè és un intel·lectual. Horacio sap que l'art és una possible via per assolir el cel, la vida somniada, i per això gran part dels seus diàlegs es basen a interpretar obres o evocar referents de diferents disciplines. L'estructura de Rayuela, fora de l'ordre únic de les altres novel·les, intenta copsar formalment el desig de fugir d'un ordre que acaba sent presó.
Aquest desig de fusió amb l'absolut fora de la vida ordinària se simbolitza amb diverses imatges, a part de la xarranca del títol. Una molt rellevant és la del pont. Els encontres a l'atzar amb la Maga tenen lloc al pont, pont des del qual potser ella posar fi a la seva vida. La Maga fa de pont amb una altra realitat i diversos personatges són invocats com a pont o passatges per escapar del món real. El primer capítol que va escriure l'autor, el 42, narra precisament com Traveler i Horacio uneixen les finestres dels seus apartaments amb taulons per sobre dels quals passa Talita, unió entre els amics, amor. L'amor, fortament sexual, és un possible pont cap al sentit quan és autèntic, quan respon al "kibbutz del desig". La novel·la mateixa és un pont que Cortázar tendeix cap al lector còmplice que el pot entendre. Altres símils són la clau que obre una nova realitat, els fils que uneixen o actuen com a murs.
Un tema estretament relacionat amb l'anterior és el tema del doble o la dualitat. S'oposen dues realitats, dues localitzacions, la Maga és l'antítesi d'Oliveira i ell es busca en ànimes bessones com Etienne, Ossip o Traveler. Aquests amics, tot i que comparteixen part dels seus neguits, mai no són rivals reals o dobles totals d'Horacio, perquè romanen massa apegats a la realitat. Es contraposen el món racional i l'oníric o el dels bojos (que potser no ho estan) i s'oposen les figures femenines: la Maga sent gelosia de Pola (fins al punt de fer-li vudú) quan en realitat té l'amor d'Horacio; la Maga es contraposa a Talita, ja que són similars però Talita no vol fer la funció que sí que acomplia Lucía i prefereix un amor estable amb Traveler (la Maga mai no acaba amb el possible rival, Ossip) i per acabar s'oposen Talita i totes les amants del protagonista amb Grekepten, l'esposa burgesa per qui no es pot sentir autèntic amor. Aquestes dualitats reals s'oposen al seu terme a les oposicions convencionals (entre el que es pot fer i el que no, entre blanc i negre) que efectua Occident i que porten Cortázar a buscar inspiració en la filosofia oriental, més harmònica.
L'últim gran tema és l'art, que té un paper central en la novel·la. Els personatges, molts d'ells crítics o creadors fracassats, entenen que l'art és una via per poder assolir una existència autèntica i és el tema central de les seves converses. Les descripcions sobre peces de jazz, les imatges de quadres, les cites d'autors, els fragments de novel·les intercalades, les baralles sobre interpretacions o la teoria de la literatura continguda als parlaments o a la tercera part en les notes de Morelli són exemples de la importància de l'art no sols com a ambientació sinó com a motiu de reflexió en aquesta obra. L'art, com l'amor, és una possible via de salvació i és el que uneix els diferents personatges.

## Estil
L'estil de Rayuela ve donat per la concepció de la literatura de Cortázar, expressada a través de Morelli i dels diàlegs del club. Morelli explica que en temps contemporanis no es pot oferir una novel·la acabada on tot s'expliqui a un lector massa avesat a les trames per anys de referents acumulats. Cal reflectir l'autèntica vida, el pensament humà, que no és lineal ni sempre coherent. Per aquest motiu apareixen nombrosos monòlegs interiors (per influència de Joyce), frases inacabades, el·lipsis i al·lusions o frases que trenquen amb la gramàtica normativa, ja que no es pensa com s'escriu a les novel·les realistes. El menyspreu de Galdós per part d'Oliveira, com a màxim exponent de la novel·la tradicional del segle xix, és una explicació de l'estil de l'obra.
S'empren determinades tècniques que provenen de les avantguardes, com un llenguatge inventat (el glíglic, que intenta explicar l'acte sexual), el collage, l'escriptura automàtica o els jocs tipogràfics. Aquests elements, però, no són constants. També apareixen nombrosos jocs de paraules i quan Horacio intenta frenar-se en la seva deriva metafísica es posa a parlar amb paraules amb H, que ridiculitzen els grans mots. El llenguatge és l'única possibilitat de comunicació, tanmateix es mostra com una eina molt imperfecta, per això malgrat els llargs parlaments mai no es diu allò que realment es vol dir, i que té a veure amb els desitjos personals, els sentiments o les intuïcions més íntimes. Diversos personatges es queixen justament d'aquesta mancança d'Horacio, que acaba sempre sol per no poder compartir el seu interior.
La prosa està farcida de cites alienes i referències a altres obres o a autors determinats, pertanyents a diverses arts però també a la cultura popular. Molts capítols de la tercera part consisteixen únicament en llargues cites que parlen sobre la conducta humana o la literatura i que intenten explicar el perquè dels actes dels personatges en les altres dues parts. Els personatges comparteixen la cosmovisió d'aquestes cites, que és la de l'autor. Les cites i referències, aleshores, formen part del dibuix del calidoscopi que és la novel·la, com s'explica en un diàleg del club. La intertextualitat amb aquestes altres obres o visions és un dels trets més representatius de l'estil de Rayuela.
Aquestes cites respecten el cànon clàssic però són sobretot contemporànies, com ho són els escenaris urbans o les al·lusions a la política de diversos països, vista sempre de manera negativa però una mica llunyana (com ho prova la indiferència de Talita en sentir les notícies o el distanciament que implica simplement contemplar fotos de torturats i jutjar-les des del punt de vista estètic). A l'obra únicament se cita la localització temporal (finals dels anys 50) un cop però els referents permeten situar perfectament els personatges en un marc concret. Els carrers de París per on es mou Horacio són absolutament reals i ancoren la novel·la en una realitat concreta malgrat l'afany universalista. Els trets autobiogràfics del periple del protagonista reforcen aquesta relació amb la vida no literària.
El punt de vista acostuma a estar focalitzat en Oliveira però s'alterna la primera persona amb la tercera, fet que sumat a la interpolació de cites i, per tant, de veus alienes multiplica la veu del narrador, que de vegades s'adiu amb el personatge, d'altres amb l'autor, i a vegades amb altres figures narratives. La inclusió del narrador com a personatge o la figura de Morelli, teòric però alhora ancià atropellat, ajuden a trencar amb el marc diegètic habitual. Resulta significatiu que la teoria de Morelli no aparegui en les primeres parts, de possible lectura lineal, sinó solament en la tercera, on se salta i es va d'endavant cap enrere sense un patró.
La prosa intel·lectual plena de diàlegs i debats cultes alterna amb escenes d'humor, amb descripcions molt físiques, amb anècdotes quotidianes o episodis que trenquen el to solemne, com el de la pianista embogida o les notícies absurdes que apareixen a la tercera part. Aquest absurd respon a la visió que tenen els personatges de l'existència i d'ells mateixos, ja que en els diàlegs sempre apareix l'autocrítica, el contrapunt, una deriva on la discussió deixa de tenir el sentit inicial.